# Ribeirão Claro (kommun)
Ribeirão Claro är en kommun i Brasilien.   Den ligger i delstaten Paraná, i den södra delen av landet, 900 km söder om huvudstaden Brasília. Antalet invånare är 10 690.
Omgivningarna runt Ribeirão Claro är huvudsakligen savann. Runt Ribeirão Claro är det mycket glesbefolkat, med 7 invånare per kvadratkilometer.